# CB&Q 9901–9902
A CB&Q 9901–9902 egy B-2 tengelyelrendezésű áramvonalas dízelmozdony-sorozat volt, melyet az amerikai General Motors Electro-Motive Division gyártott. A 447 kW  teljesítményű motorvonatból összesen 2 db-ot gyártottak 1935-ben.